# Kinyabwisha
 (janvier 2014).
Si vous disposez d'ouvrages ou d'articles de référence ou si vous connaissez des sites web de qualité traitant du thème abordé ici, merci de compléter l'article en donnant les références utiles à sa vérifiabilité et en les liant à la section « Notes et références ».
Le kinyabwisha est une langue variante du kinyarwanda et du kirundi. Le nom Kinyabwisha (qui signifie « la langue de Bwisha ») est un toponyme qui réfère à la chefferie de Bwisha qui fait partie du territoire de Rutshuru (ensemble avec la chefferie de Bwito (en)). C'est la langue parlée par les Hutus de la république démocratique du Congo, plus particulièrement au Nord-Kivu autour de la ville de Rutshuru et dans le parc national des Virunga. La variante locale de Masisi, parfois appelée kinyamasisi, est considéré être plus proche du Kinyarwanda standardisé que celle parlée à Rutshuru. Le kinyabwisha se distingue du kinyarwanda standardisé au niveau de la lexique, la phonologie et la morphologie. Le kinyabwisha est proche du dialecte kinyamulenge parlé au Sud-Kivu. 
Contrairement au kinyarwanda standard, le kinyabwisha (comme le kirundi ou le kinyamulenge) ne produit pas les consonnes occlusives vélaires /ɡ/ et /k/ comme des consonnes occlusives palatales [ɟ] et [c] devant les voyelles antérieures /i/ et /e/.